# Heinrich von Drasche-Wartinberg

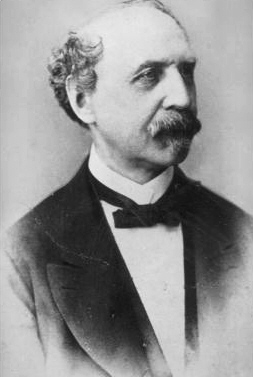
Heinrich Drasche Ritter von Wartinberg

Heinrich Drasche, ab 21. März 1870: Heinrich Drasche Ritter von Wartinberg (* 19. April 1811 in Brünn; † 25. Juli 1880 in Reichenau an der Rax) war ein österreichischer Großindustrieller und Ziegelfabrikant mährischer Herkunft.

## Biografie
Seine Eltern waren der Tuchfabrikant in Brünn Josef Drasche und dessen Ehefrau Anna Miesbach, die Tochter [Schwester!?] des Ziegeleibesitzers. Drasche übernahm nach dem Tod seines Onkels Alois Miesbach 1857 dessen Ziegelfirma im Süden Wiens. Während der Gründerzeit entwickelte er das Unternehmen zum führenden Konzern seiner Art in Österreich-Ungarn und baute es zur heute noch existierenden Wienerberger AG aus.  Als wichtiger Ziegellieferant für die repräsentativen Ringstraßenbauten der Wiener Stadterweiterung zählte er zu den wohlhabendsten Industriellen der Gründerzeit. Drasche-Wartinberg investierte in Baugrundstücke an der Ringstraße und ließ dort nach Plänen von Theophil von Hansen den Heinrichhof errichten, der im Zweiten Weltkrieg teilweise zerstört wurde. Sein umfangreicher Wiener Grundbesitz – als „Drasche-Gürtel“ bekannt – umfasste rund 800.000 m² und erstreckte sich von Meidling bis Kaiserebersdorf. Während Drasche beträchtlichen Einfluss auf die Bauindustrie in Österreich-Ungarn erlangte und – wie andere führende Industrielle seiner Zeit – schließlich von Kaiser Franz Joseph I. im Jahre 1870 geadelt wurde, waren die Arbeitsbedingungen in den Ziegelgruben branchenüblich schlecht.
Diese Zustände, die sich nach dem Börsengang des Unternehmens 1869 weiter verschlechterten (Heinrich Drasche, der seine Ziegeleien an die Franco-Oesterreichische Bank verkauft hatte, war in der Wienerberger AG nur mehr Ehrenadministrator auf Lebensdauer), wurden von dem Arzt und Journalisten Victor Adler in sozialkritischen Reportagen einer breiten Öffentlichkeit bekannt gemacht.
Im Jahre 1866 kaufte er die böhmische Grundherrschaft Pardubitz mit Kunburg von der k. k. privilegierten Österreichischen Credit-Anstalt für Handel und Gewerbe. Nach dem Tod Heinrich Drasches 1880 übernahm sein Sohn Richard die Leitung der Unternehmen, betätigte sich daneben aber auch als Asienforscher und Maler.
Am 13. Juni 1847 heiratete Drasche in Inzersdorf Josephine von Freudenthal (1827–1862), die (inoffiziell) anerkannte Tochter von Joseph Gottfried Pargfrieder. Das Paar hatte drei Kinder:
- Heinrich Drasche (* 14. April 1848; † 26. August 1865)[6]
- Richard von Drasche-Wartinberg (1850–1923)

⚭ 1876 Maria Antonie Groner  (* 6. Dezember 1849; † 13. Februar 1892)
- Luise verh. Erdödy (* 13. Jänner 1853 – 16. Jänner 1924)[7]

⚭ Graf Arthur Karl Christoph von Schlippenbach (* 9. Oktober 1837; † 31. März 1881), Leutnant a. D., Herr auf Marussent in Kroatien
⚭ 1881 Graf Rudolf Erdödy

## Erhaltene Spuren in Wien
Nach Heinrich Drasche von Wartinberg und seiner Familie wurden eine Reihe von Örtlichkeiten im Süden Wiens benannt, die an seinen großen Einfluss in der damaligen Zeit erinnern. So etwa die Draschestraße und der Draschepark im 23. Wiener Gemeindebezirk (Liesing). Im Bereich des heutigen Drascheparks lagen zwei Schlösser (das Alte und das Neue Schloss Inzersdorf), die nach 1857 in den Besitz der Familie Drasche übergingen. Sie wurden im Verlauf des Zweiten Weltkriegs schwer durch Bombentreffer beschädigt und schließlich 1965 im Zuge der Errichtung der Wiener Südosttangente ganz abgerissen. In der Pfarrkirche Inzersdorf ließ Heinrich Drasche von Wartinberg eine bis heute bestehende Grabkapelle für sich und seine Familie errichten. Oberhalb von Inzersdorf, am Wienerberg, sind heute, als Erholungsgebiete, noch etliche Abbauteiche und Seen als stumme Zeugen der Industrialisierung zu erkennen.

## Film
- 2019: Erbe Österreich: Er baute die Wiener Ringstraße – Der Ziegelbaron Heinrich Drasche und die Wienerberger, Regie: Gustav Trampisch, 45 Minuten, Erstausstrahlung auf ORF III